# WHL 1952/53
Die Saison 1952/53 war die erste reguläre Saison der Western Hockey League (WHL). Meister wurden die Edmonton Flyers.

## Reguläre Saison

### Tabelle
Abkürzungen: GP = Spiele, W = Siege, L = Niederlagen, T = Unentschieden, GF = Erzielte Tore, GA = Gegentore, Pts = Punkte
|                        | GP | W  | L  | T  | GF  | GA  | Pts |
| ---------------------- | -- | -- | -- | -- | --- | --- | --- |
| Saskatoon Quakers      | 70 | 35 | 26 | 9  | 268 | 240 | 79  |
| Calgary Stampeders     | 70 | 31 | 27 | 12 | 254 | 252 | 74  |
| Vancouver Canucks      | 70 | 32 | 28 | 10 | 222 | 216 | 74  |
| Edmonton Flyers        | 60 | 21 | 28 | 11 | 263 | 227 | 73  |
| Seattle Bombers        | 70 | 30 | 32 | 8  | 222 | 225 | 68  |
| New Westminster Royals | 70 | 29 | 33 | 8  | 217 | 254 | 66  |
| Tacoma Rockets         | 70 | 27 | 31 | 12 | 246 | 249 | 66  |
| Victoria Cougars       | 70 | 26 | 36 | 8  | 244 | 273 | 60  |